# 장밍황
장밍황(중국어: 張銘煌, 1982년 8월 7일 ~ )은 중화 타이베이 출신의 남자 포환던지기 선수이다.